# Astragalus macropodium
Astragalus macropodium är en ärtväxtart som beskrevs av Vladimir Ippolitovich Lipsky. Astragalus macropodium ingår i släktet vedlar, och familjen ärtväxter. Inga underarter finns listade i Catalogue of Life.